# Nathan Glazer
Nathan Glazer (Nova York, 1923-2019) va ser un sociòleg americà. Va impartir classes a la Universitat de Califòrnia, Berkley, i a la Universitat Harvard. Va ser coeditor de la revista política, ja desapareguda, The Public Interest. Beyond the Melting Pot, sobre la raça i l'origen ètnic, escrit conjuntament amb Daniel P. Moyniham, és considerat un dels llibres més influents publicats durant els anys 60.

## Obres
- The lonely crowd; a study of the changing American character (amb David Riesman i Reuel Denney) New Haven, Yale University Press 1950 Studies in national policy #3
- Faces in the crowd; individual studies in character and politics, (with David Riesman) New Haven, Yale University Press, 1952 Studies in national policy #4
- A new look at the Rosenberg-Sobell case. New York, Tamiment Institute 1953
- American Judaism, Chicago, University of Chicago Press, 1957
- Studies in housing & minority groups (with Davis McEntire) Berkeley: University of California Press, 1960
- The social basis of American communism New York, Harcourt, Brace 1961 (Communism in American life)
- Negroes & Jews: the new challenge to pluralism New York : American Jewish Committee 1964
- The Characteristics of American Jews New York, Jewish Education Committee Press 1965
- The Many faces of anti-semitism New York, American Jewish Committee, Institute of Human Relations 1967
- Soviet Jewry, 1969: [papers and presentations] New York; Academic Committee on Soviet Jewry, 1969
- Beyond the Melting Pot: The Negroes, Puerto Ricans, Jews, Italians and Irish of New York City (with Daniel P. Moynihan), Cambridge, Mass. Massachusetts Institute of Technology Press, 1963, second expanded edition 1970
- Affirmative Discrimination: Ethnic Inequality and Public Policy Cambridge, Mass. Harvard University Press, 1975
- Ethnicity: Theory and Experience (ed., with Daniel P. Moynihan) Cambridge, Mass. Harvard University Press, 1975
- Prejudice Cambridge, Mass. Harvard University Press, 1982
- Ethnic Dilemmas, 1964–1982 Cambridge, Mass. Harvard University Press, 1985
- The Limits of Social Policy Cambridge, Mass. Harvard University Press, 1988
- We Are All Multiculturalists Now Cambridge, Mass. Harvard University Press, 1997
- From a Cause to a Style: Modernist Architecture's Encounter with the American City, Princeton University Press, 2007